# La Vitesse de l'obscurité
La Vitesse de l'obscurité (titre original : The Speed of Dark) est un roman de science-fiction de la romancière américaine Elizabeth Moon publié en 2002 et traduit en français en 2005. Il a obtenu le prix Nebula du meilleur roman en 2003.

## Éditions
- The Speed of Dark, Orbit Books, novembre 2002, 424 pages,  (ISBN 1841491411) ;
- La Vitesse de l'obscurité, , traduit de l'anglais par Laure Du Breuil, éd. Presses de la Cité, octobre 2005, 504 pages,  (ISBN 2258064414) ;
- La Vitesse de l'obscurité, traduit de l'anglais par Laure Du Breuil, éd. Gallimard, coll. Folio SF no 329, février 2009, 576 pages,  (ISBN 9782070356799).